# Musculus sternalis
A musculus sternalis (jelentése: szegycsonti izom) az emberek mintegy 5%-ánál meglévő izom, mely a mell bőrének összehúzásáért felel. A szegycsont szélén ered, és a fascia pectoralis-on tapad. A nervus pectoralis medialis vagy lateralis ágai vagy pedig a nervus intercostalis-ok idegzik be.